# 노태권
노태권(盧泰權, 1956년 ~ )은 대한민국의 기업인, 교육인, 작가, 강연 강사이다.

## 방송
- 2011년 : MBC 《신나군(軍)》
- 2012년 : EBS 《아버지가 들려주는 EBS》
- 2013년 : EBS 《2014 대 수능을 말하다》
- 2013년 : EBS 《수능 강의의 성과와 발전 방향》 '주제 발표'
- 2013년 : EBS 《수능 강의, 교육 격차 해소》
- 2013년 : SBS 《모닝 와이드》 '인터넷 중독 예방'
- 2013년 : SBS 《DJ쇼! 당신은 라디오 스타》 '4월 17일'
- 2013년 : SBS 《당신은 라디오 스타》 '3월 29일'
- 2013년 : EBS 《생활 비법》
- 2013년 : EBS 《캠페인 EBS 수능학습》
- 2013년 : EBS 《교육 대토론》 '수능 연계 10년'
- 2014년 : KBS 《아침마당》
- 2014년 : KBS 《이슈 & 사람》
- 2014년 : MBC 《에듀 콘서트》
- 2014년 : SBS 《생활의 달인》 457회
- 2014년 : SBS 《생활의 달인》 444회
- 2014년 : SBS 《생활의 달인》 422회
- 2014년 : MBN 《최불암의 이야기 숲 어울림》
- 2014년 : MBC 《에듀 콘서트》
- 2014년 : MBC 《에듀 콘서트》
- 2014년 : KBS 《라디오 춘천》
- 2014년 : CBS 《시사포커스 937》
- 2015년 : KBS 《아침마당》
- 2015년 : YTN 《공감토크》
- 2015년 : OBS 《이것이 인생이다》
- 2020년 : 채널A 《아이콘택트》

## 저서
- 2014년 《공부의 힘》 (21세기북스)
- 2019년 《중졸삼부자 공부법》 (휴먼더보이스)

## 수상 경력
- 한국강사협회 선정 명강사 제200호
- 대한민국 명강사 경진대회 대상
- 2014년 SBS 생활의 달인 올해의 대상
- 2020년 세계부부의 날 올해의 부부상 대상

## 가족 관계
- 배우자 : 최원숙 - 1990년 결혼
  - 장남 : 노동주
  - 차남 : 노희주